# Albrecht Selge

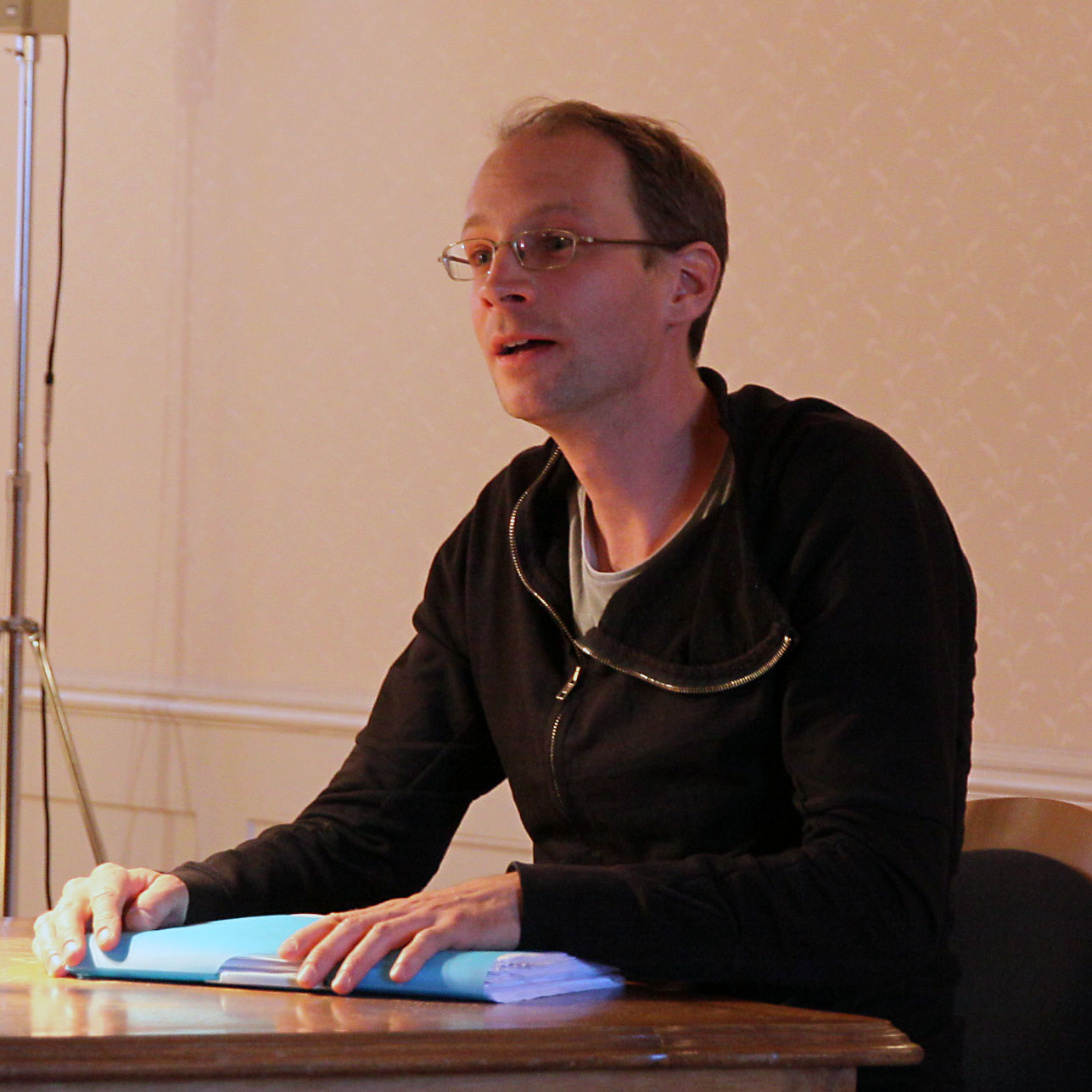
Albrecht Selge im Schloss Bonndorf (2013)

Albrecht Selge (* 1975 in Heidelberg) ist ein deutscher Schriftsteller und Journalist.

## Leben
Selge wuchs in West-Berlin auf, sein Vater war der evangelische Theologe und Kirchenhistoriker Kurt-Victor Selge. Nach dem Abitur am Evangelischen Gymnasium zum Grauen Kloster studierte Albrecht Selge Germanistik und Philosophie in Berlin und Wien. Er war bis 2011 Chefredakteur einer Berliner Audioguide-Firma, die akustische Spaziergänge durch europäische Metropolen produziert. Daneben schrieb er Fachtouren zum Thema Stadtumbau zur Internationalen Bauausstellung 2010.
Sein Debütroman Wach (2011) handelt vom Manager eines Einkaufszentrums, der, unter Schlaflosigkeit leidend, durch eine ungenannte, an Berlin erinnernde Großstadt streunt. Die Kritik lobte einerseits: „Während Döblin die Beschleunigung einer molochartig wuchernden Metropole aufgriff, drosselt Selge die Geschwindigkeit. Ihm schwebt keine Symphonie der Großstadt vor; vielmehr entdeckt er die Langsamkeit, die fast in Stille übergeht, und so erweist sich Wach als subtil komponiertes Adagio für kleine Besetzung.“ Andererseits wurde bemängelt, „dass seinem Roman ein wenig mehr Tempo und ein paar nicht nur aus Stadtstreifzügen bestehende Handlungsstränge guttäten.“ Gustav Seibt schrieb von einem „schönen, stillen, oft auch komischen Buch“, das „als Erinnerungsspeicher an das Berlin unserer Jahre dienen“ werde.
Wach wurde 2011 für den Alfred-Döblin-Preis nominiert und erhielt den Klaus-Michael Kühne-Preis des Harbour Front Literaturfestivals Hamburg. In der Begründung der Jury heißt es: „Selge weiß genau, was er tut; mag sein Roman auch durchdrungen sein von kulturgeschichtlichen Verweisen, präsentiert er diese doch auf so spielerische Art, dass sich der Leser amüsiert und bestens unterhalten fühlt.“
Selges zweiter Roman Die trunkene Fahrt (2016) beschreibt ein Männerquartett, das einen Tag lang in einem rostigen Fiat Panda durch Südtirol fährt und, immer betrunkener werdend, bildungsbürgerliche Gespräche über Literatur und Musik führt. Die Schrift des Buchs wird allmählich kleiner und „verliert sich in nicht mehr entzifferbare grau-schwarze Pünktchen“. Inhalte der Gespräche sind beispielsweise Immanuel Kant, Thomas Bernhard, Pianisten der Gegenwart, Johann Sebastian Bach und Hans-Georg Gadamer. Einige Inhalte sind historisch korrekt, während andere erfunden sind oder keinen Sinn ergeben. Mündlichkeit wird hier im Zusammenhang mit einem zunehmenden Trunkenheitsgrad textuell dargestellt.
Paul Jandl vergleicht Die trunkene Fahrt mit dem Roman Tschick, sieht ihn sich aber an musische Altphilologen richten. Während sich innerhalb der Protagonisten Schnäpse befinden, sei „über ihnen die ganze Wucht des Abendlands: Musik, Philosophie, Literatur.“
2019 erschien Selges dritter Roman Fliegen, der von einer älteren Frau handelt, die ihr Leben in Zügen verbringt. Das Buch wurde überwiegend positiv besprochen. So schrieb Ulrich Rüdenauer in der Süddeutschen Zeitung: „Albrecht Selge bleibt sehr nah bei seiner Figur. Alles wird aus ihr heraus erzählt, sprunghaft und verträumt, in einer eigensinnigen, vom vielen Alleinsein, Grübeln und Zugruckeln etwas schaukelnden Sprache.“
In Selges 2020 erschienenem Roman Beethovn tritt der namensgebende Komponist Ludwig van Beethoven gar nicht oder nur von ferne auf, während sich verschiedene Protagonisten (von einer hingerichteten Vorfahrin über eine Prostituierte, eine Haushälterin, die Unsterbliche Geliebte bis zu Beethovens Neffen Karl) Gedanken über ihr eigenes Leben und ihr Verhältnis zu dem großen Künstler und manchmal schwierigen Menschen machen. Peter Korfmacher nannte Beethovn in der Leipziger Volkszeitung „das wohl originellste Buch zum Beethoven-Jahr“, Bernhard Hartmann sprach im Bonner General-Anzeiger von einer „brillant unkonventionelle(n) Hommage“. Maria Frisé befand in der Frankfurter Allgemeinen Zeitung, Beethovenkennern „bietet Selge in seinem Roman vermutlich nichts, was sie nicht schon wüssten. Für die anderen aber öffnen sich manche originelle Wege, um dem Menschen wie dem Genie Beethoven auf die Spur zu kommen“, während der FAZ-Musikkritiker Jan Brachmann enthusiastischer urteilte: „Eine sehr berührende Beethov(e)n-Hommage, unglaublich originell, respektlos, tiefsinnig, sehr gut recherchiert, aber auch sehr frei und verspielt erzählt.“
Den Roman Luyánta – Das Jahr in der Unselben Welt (2022) lobte Lydia Herms im DLF Nova als „ein unvergessliches Abenteuer“.
2024 erschien sein Roman Silence, der von Kritikern wie Gustav Seibt in der Süddeutschen Zeitung oder Paul Jandl in der Neuen Zürcher Zeitung dem Genre der Autofiktion zugeordnet wurde. Jandl befand in seiner Rezension über den Autor Selge im Allgemeinen: „Er ist so wenig ein Zuchtmeister der deutschen Literatur, dass man seit Anbeginn seines Schreibens auf die wahre Wucht seiner schimmernd leichten Sätze immer erst hinweisen muss.“ Silence wurde von Kritikern für die SWR-Bestenliste Juli/August 2024 ausgewählt.
Selge arbeitet auch als freier Journalist etwa für die Frankfurter Allgemeine Zeitung, Frankfurter Allgemeine Sonntagszeitung, die Jüdische Allgemeine, das VAN Magazin und die Magazine der Berliner Philharmoniker, der Elbphilharmonie und des Festspielhauses Baden-Baden. Auf SWR2 stellt er regelmäßig Klassik-Alben vor. Er führt den Blog Hundert11 – Konzertgänger in Berlin über klassische Musik.
Selge lebt in Berlin-Moabit.

## Auszeichnungen
- Finalist beim 12. Open Mike 2004 der Literaturwerkstatt Berlin
- Klagenfurter Literaturkurs 2005
- Autorenwerkstatt Prosa des Literarischen Colloquiums Berlin 2007
- Arbeitsstipendium für Autoren des Berliner Senats 2008
- Finalist beim Alfred-Döblin-Preis 2011
- Klaus-Michael Kühne-Preis 2011 des Harbour Front Literaturfestivals Hamburg
- Jahresstipendium 2012 für Literatur des Landes Baden-Württemberg
- Literaturstipendium 2015 der Stiftung Preußische Seehandlung
- Bonner Stadtschreiber 2022[23]

## Werke
- Wach. Roman. Reinbek: Rowohlt, 2011, ISBN 978-3-87134-694-1.
- Die trunkene Fahrt. Roman. Reinbek: Rowohlt, 2016, ISBN 978-3-87134-162-5.
- Fliegen. Roman. Reinbek: Rowohlt, 2019, ISBN 978-3-7371-0067-0.
- Beethovn. Roman. Rowohlt Berlin, 2020, ISBN 978-3-7371-0068-7.
- Luyánta – Das Jahr in der Unselben Welt. Roman. Rowohlt Berlin 2022, ISBN 978-3-7371-0134-9.
- Silence. Roman. Rowohlt Berlin 2024, ISBN 978-3-7371-0200-1.
- Die Weltreise. Bilderbuch, illustriert von Tony Khoueiry. Rotfuchs 2024, ISBN 978-3-7571-0008-7.